# 삼길포 우럭축제
삼길포 우럭축제는 삼길포축제위원회가 주관하는 서산시 삼길포의 지역 축제이다. 2004년부터 개최되었으며, 매년 6월에서 11월 사이에 서산시 대산읍 삼길포항 일대에서 열린다.

## 특성
삼길포 우럭축제는 삼길포 특산물인 우럭을 전통 독살방식으로 잡아보는 체험을 할 수 있고, 우럭회와 구이를 맛볼 수 있다.

## 교통
서산터미널에서 삼길포까지 하루 12회 시내버스와 좌석배스가 운행된다. 요금은 시내버스 1,200원 좌석버스 1,500원이다.